# Tullepetaonestad

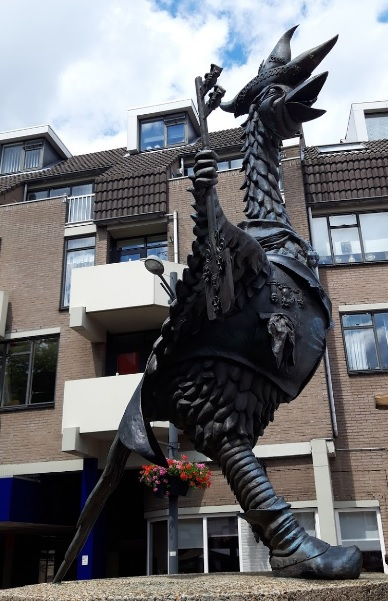
Het beeld van de Tullepetaon op 'd'Ouwe Mart' in Roosendaal.

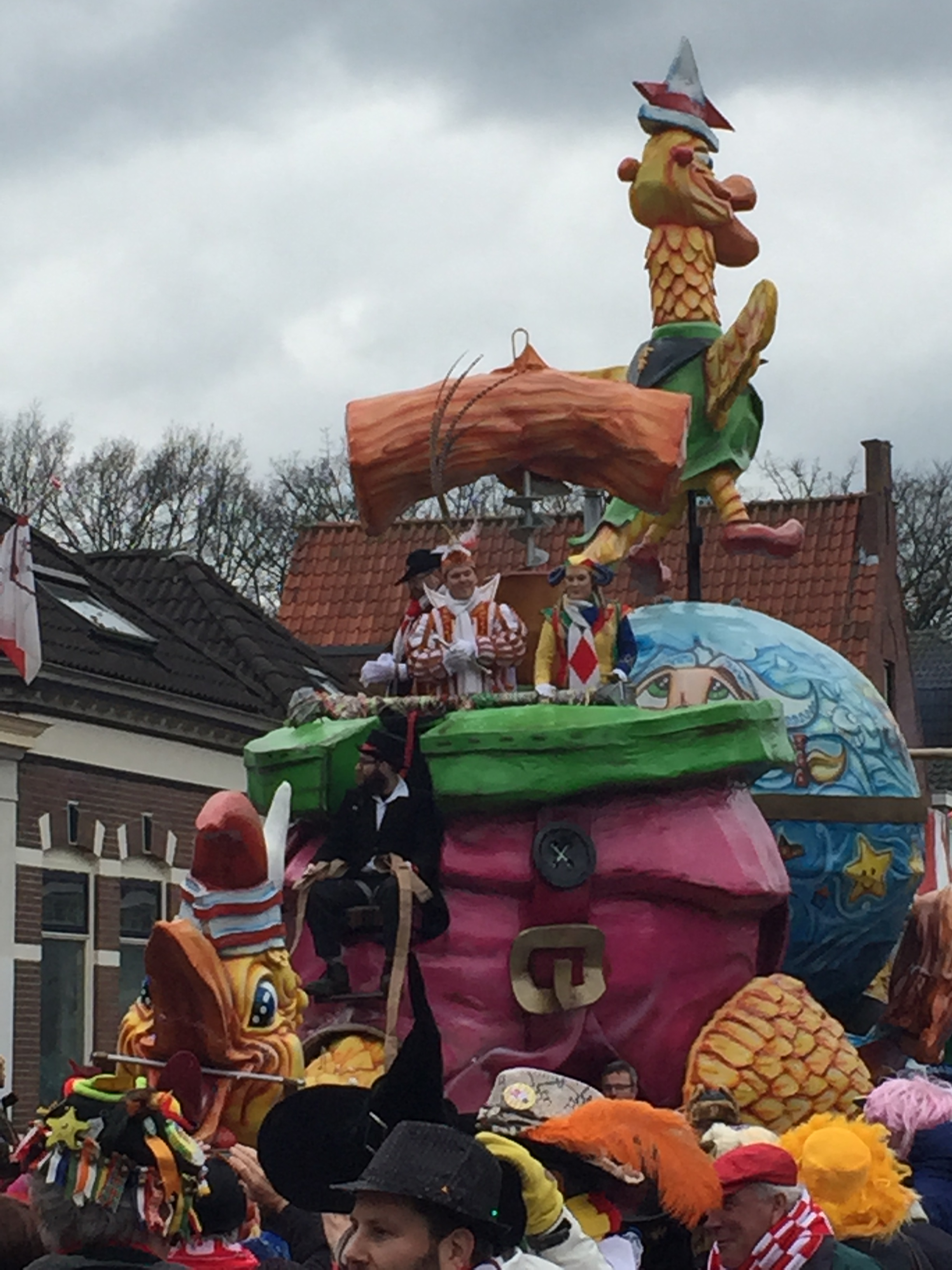
De Prins (Oog’eid – Priens Ruben I), Nar (Malou) en Sjampetter (Rinus) op reis door Tullepetaonestad in 2016

Tullepetaonestad is de naam die Roosendaal draagt tijdens carnaval.
In de traditie van dit volksfeest krijgen alle plaatsnamen die in het gebied liggen waar carnaval gevierd wordt (onder andere in de provincie Noord-Brabant, waar carnaval groots gevierd wordt) een andere, tijdelijke benaming.
Het woord Tullepetaon is afgeleid van het Franse woord voor 'parelhoen': poule pintade. Dit verbasterde men tot 'poelepetaat' en later werd het door letteromzetting en klankomwisseling 'tullepetaon'. Parelhoenders zijn hoenders met een kleurrijk verenkleed en kunnen behoorlijk krijsen en tekeergaan, net als de Roosendalers met carnaval. De naam Tullepetaon is echter pas vanaf midden jaren zestig van de twintigste eeuw in zwang geraakt en vanaf 1970 'officieel' ingevoerd, met het motto 'Tu-tu-tullepetaone'. Roosendalers werden voor die tijd met carnaval ook wel 'Roosendaolse Stoepschijters' genoemd, doordat heel vroeger de rijkere inwoners graag pronkten op hun stoep als een pauw, maar een vogel ook zijn behoefte op de stoep moet doen. Overigens doen er over de herkomst van die term verschillende verhalen de ronde.
Het standbeeld van de Tullepetaon is te vinden in het centrum van Roosendaal op de markt en is gemaakt door de in Roosendaal geboren kunstenaar Léon Vermunt. Het beeld stamt uit 1988 en stond oorspronkelijk op het Tongerloplein. Op 21 oktober 2008 verhuisde het naar de (Oude) Markt.

## Carnaval in Tullepetaonestad
De Prins en zijn gevolg, de nar en de sjampetter, arriveren op carnavalszaterdag per trein. Vroeger was dat bij spoorwegovergang 'De Schuiven', later werd dat station Tullepetaonestad Centraal. Zij worden hier met zwaaiende Tullepetaonse en Roosendaalse vlaggen onthaald door de 'Poorterij van Tullepetaonstad', een geheimzinnig genootschap dat tijdens de gehele carnavalsperiode van zich laat horen. Van hier gaat de prins met zijn gevolg naar de markt, alwaar de sleutel van de stad door de burgemeester wordt overgedragen en het carnaval officieel van start gaat. De prins ziet samen met de sjampetter en de nar toe op een geslaagd feest. 
Het carnaval in Roosendaal is een volksfeest waar de hele bevolking naartoe leeft. Op scholen wordt aandacht besteed aan het motto en het nieuwe carnavalslied van het jaar. Wanneer de Roosendalers zich verkleden, proberen zij daarbij het jaarlijkse motto uit te beelden. Roosendaalse muziek is belangrijk tijdens het carnavalsfeest, waarbij steevast wordt bezongen hoe leuk het carnaval in Roosendaal is en hoeveel men van de stad houdt. Het carnaval in Roosendaal lijkt ieder jaar groter te worden. Ook steeds meer niet-Roosendalers weten de stad te vinden. In tegenstelling tot steden als Bergen op Zoom, waar men meer leunt op traditie, is het carnaval in Roosendaal vernieuwend.
Tijdens het carnaval ligt het gewone leven min of meer stil. Zo'n drie tot vier weken voor Aswoensdag wordt er elk weekend al carnaval gevierd. Vaak zijn dit jaarlijks terugkerende evenementen. Een belangrijk evenement in het Roosendaalse carnaval is de Priense Swaree. Dit evenement vindt zo'n twee weken voor carnavalszaterdag plaats in 'De Kwakkelkooi', de carnavalsnaam van Schouwburg De Kring, en wordt aangeboden aan de prins en zijn hofhouding. Het is een avond en middag gevuld met cabaret en muziek. Bij aanvang wordt traditioneel door de hele zaal het 'Roosendaols Lieke', het onofficiële volkslied van Roosendaal, gezongen. Met name de terugkerende strofe 'Dan zijde gij van Roosendaol, dan zijde net als ikke!' is dan luidkeels te horen. Omdat het aantal toegangskaarten beperkt is, konden de Roosendalers voorheen voor aanvang van de kaartverkoop overnachten voor de schouwburg (de zogeheten Nacht van het Swaree). Tegenwoordig worden de kaarten verkocht door middel van loting in De Kwakkelkooi, wat een evenement op zich is geworden. 
Hoewel de prins de sleutel pas op zaterdag, voor aanvang van de optocht, krijgt, barst het feest al volop los op vrijdagavond. Belangrijke evenementen tijdens de vijf dagen voor Aswoensdag zijn de grote optocht op zaterdag, de 'otobusrellie' op zondag, de 'leutmart' voor de kinderen op maandag en de kindermiddag op dinsdag, waar de prins en zijn gevolg een toneelstuk voor hen opvoeren.
Op dinsdagavond klokslag twaalf eindigt het feest op de markt, waar alle Tullepetaonen zich verzamelen. De prins draagt met het teruggeven van de sleutel de macht officieel weer over aan de burgemeester. Daarna rijkt hij de veren van zijn steek uit aan personen die dat jaar of in het algemeen veel voor het carnaval hebben betekend. De laatste veer is traditioneel voor alle Tullepetaonen. Deze wordt in het publiek gegooid met hieraan een ui gebonden, want er zal 'gejàànkt' (gehuild) worden, omdat de carnaval ten einde is. Ook de nar en de sjampetter leveren hun officiële symbolen in, waarna ze weer 'gewoon burger' zijn. Er wordt een nieuw motto voor het komende jaar bekendgemaakt, waarna de carnaval officieel ten einde is, de kroegen sluiten en de Tullepetaonen huiswaarts gaan.

## Motto's carnaval Roosendaal
| Jaar | Motto                        |
| ---- | ---------------------------- |
| 1958 | We doen wir zot              |
| 1959 | W'emme ne maon in Roosendaol |
| 1960 | Zurregt dagge d'r bij zijt   |
| 1961 | As ut effe kan               |
| 1962 | Allee-allee                  |
| 1963 | Kleur bekenne                |
| 1964 | Nie alluf mar dubbel         |
| 1965 | K'em z'alle elluf            |
| 1966 | Nimt de kop                  |
| 1967 | En toch bewegut              |
| 1968 | Zeuven'onderd keer leutiger  |
| 1969 | Raòkt de roos                |
| 1970 | Spant de leutkar in          |
| 1971 | Ouwet gaonde                 |
| 1972 | Grept oe kaans               |
| 1973 | Oe ekket nouw                |
| 1974 | Zoekt oe eige                |
| 1975 | Wit van waante               |
| 1976 | Zie du 't zitte              |
| 1977 | Zij dur aagter               |

| Jaar | Motto           |
| ---- | --------------- |
| 1978 | Ed oewe draai   |
| 1979 | Zet oe eige in  |
| 1980 | Wa lòòp ut wir  |
| 1981 | Wor slagut op   |
| 1982 | Oe laptettum    |
| 1983 | Oòr d'ut luije  |
| 1984 | Oe mottet nou   |
| 1985 | Speul dus mee   |
| 1986 | Das pas bouwe   |
| 1987 | Doeget saome    |
| 1988 | Blef bij de les |
| 1989 | Gelòòf dur in   |
| 1990 | Lache zee tie   |
| 1991 | Da wor fééste   |
| 1992 | Zijn'k in bééld |
| 1993 | Wad'un blomme   |
| 1994 | Eddut geleze    |
| 1995 | Kienderspel     |
| 1996 | Oòr ze zienge   |
| 1997 | Ziede me gère   |

| Jaar | Motto                        |
| ---- | ---------------------------- |
| 1998 | Mee ope kaort                |
| 1999 | Zit ok op roze               |
| 2000 | Waor is d'n tijd             |
| 2001 | 't Zit gebakke               |
| 2002 | W' emme wa te 44             |
| 2003 | As 'n sprookje               |
| 2004 | Ou'd oew spoor               |
| 2005 | D'n emel te rijk             |
| 2006 | Leeve de leut!               |
| 2007 | 't Bleft kunst               |
| 2008 | 't Is wir sport              |
| 2009 | Gin zeej t'òòg               |
| 2010 | Zyd’in de mart               |
| 2011 | Vlieg d'ok mee?              |
| 2012 | Ziede Sterre?                |
| 2013 | Gaod' op Sjiek?              |
| 2014 | Kommt da zien 't Is sirrekus |
| 2015 | Kend't Ver'oal?              |
| 2016 | Ôk ier op reis?              |
| 2017 | Alles daanst                 |

| Jaar | Motto           |
| ---- | --------------- |
| 2018 | Da's m'n stadje |
| 2019 | A'k jou nie aar |
| 2020 | Draai 't mar om |
| 2021 | Wa d'n optreje  |
| 2022 | Van goej uize   |
| 2023 | Kende't Lieke   |
| 2024 | Wad 'n istorie  |
| 2025 | 'Ier op Safari  |
| 2026 | Meej 🤍 en ziel |

## Zeulen
In tegenstelling tot vele andere plaatsen waar carnaval wordt gevierd, wordt er in Tullepetaonestad aan zeulen gedaan in plaats van dweilen (het rondtrekken van café naar café). Er zijn dan ook zeulbends in plaats van dweilbands.
Zo is er ook iedere zaterdag voor de officiële start van het carnaval ook het Zeulbendspektaokel, een wedstrijd tussen de deelnemende bandjes in wie het best kan zeulen met het gekozen motto van die avond. De winnaar krijgt als prijs de blauwe dassen, de deelnemende cafés strijden om de blauwe vlag. De start van het spektakel is bij het café dat het jaar ervoor heeft gewonnen. Daar levert de band die het jaar ervoor heeft gewonnen dan ook zijn blauwe dassen in in ruil voor de blauwe knopen.